# Heart Gear
Heart Gear – manga autorstwa Tsuyoshiego Takakiego, publikowana na łamach magazynu internetowego „Shōnen Jump+” od kwietnia 2019 do czerwca 2024. Całość została zebrana w 7 tomach. W Polsce licencję na wydawanie mangi nabyło Waneko.

## Fabuła
W świecie, w którym ludzkość została niemal całkowicie zgładzona w wyniku wojny planetarnej sprzed 200 lat, planetę zamieszkują już niemal wyłącznie maszyny. Dziewczyna o imieniu Roue zostaje wychowana przez robota Zetta, który pełni rolę jej zastępczego ojca. Pojawienie się nowego robota o imieniu Chrome daje jej możliwość zyskania również młodszego brata i stania się częścią prawdziwej rodziny. Wszystko jednak ulega zmianie, gdy szalony android niszczy Zetta, a następnie atakuje Roue. Dziewczyna znajduje się w śmiertelnym niebezpieczeństwie, a Chrome musi przejąć rolę jej obrońcy.

## Produkcja
Takaki jest miłośnikiem gatunku science fiction, więc po ukończeniu Black Torch chciał stworzyć mangę w tym właśnie gatunku. Ostatecznie zdecydował się na historię postapokaliptyczną z robotami, choć obawiał się, że dla części czytelników może być ona trudna do zrozumienia. Po rozmowie z redaktorem postanowił, że głównymi bohaterami będą młoda dziewczyna i robot, aby móc przedstawić fabułę z dwóch odrębnych punktów widzenia. Pisząc o robotach, Takaki wspominał, że fascynowały go humanoidalne maszyny z amerykańskiego filmu Android z 1982 roku, które posłużyły mu jako wzór przy tworzeniu postaci.
Początkowo miał jednak trudności z kreowaniem scenerii – chciał, by wyglądała futurystycznie na pierwszy rzut oka, ale jednocześnie nie przerodziła się w czystą fantastykę. Aby to osiągnąć, inspirował się elementami ze swojego codziennego otoczenia, takimi jak drzewa, słupy energetyczne czy budynki, a także zdjęciami znalezionymi w Internecie, zwłaszcza przedstawiającymi ruiny lub znane miejsca.

## Publikacja serii
Pierwszy rozdział mangi ukazał się 3 kwietnia 2019 w magazynie internetowym „Shōnen Jump+”. W maju 2020 seria została zawieszona z powodu problemów zdrowotnych autora. Po dwuletniej przerwie wznowiono ją w sierpniu 2022, jednak już w grudniu tego samego roku ponownie wstrzymano jej publikację. Wznowienie nastąpiło w styczniu 2024, a ostateczne zakończenie serii miało miejsce 26 czerwca 2024. Pierwszy tom tankōbon trafił do sprzedaży 4 lipca 2019, natomiast siódmy, będący jednocześnie ostatnim, ukazał się 2 sierpnia 2024.
W Polsce prawa do dystrybucji mangi nabyło wydawnictwo Waneko.
| Nr | Język japoński   | Język japoński         | Język polski         | Język polski |
| Nr | Data wydania     | ISBN                   | Data wydania         | ISBN         |
| -- | ---------------- | ---------------------- | -------------------- | ------------ |
| 1  | 4 lipca 2019     | ISBN 978-4-08-882036-1 | 27 października 2025 |              |
| 2  | 1 listopada 2019 | ISBN 978-4-08-882123-8 | —                    |              |
| 3  | 4 marca 2020     | ISBN 978-4-08-882208-2 | —                    |              |
| 4  | 4 sierpnia 2022  | ISBN 978-4-08-882256-3 | —                    |              |
| 5  | 4 kwietnia 2024  | ISBN 978-4-08-883317-0 | —                    |              |
| 6  | 4 czerwca 2024   | ISBN 978-4-08-884052-9 | —                    |              |
| 7  | 2 sierpnia 2024  | ISBN 978-4-08-884152-6 | —                    |              |

## Odbiór
Seria sprzedała się we Francji trzykrotnie lepiej niż w Japonii.
Odbiór fabuły i postaci był na ogół pozytywny. Erkael z Manga News docenił scenerię, a także pochwalił bohaterów i sposób, w jaki ich interakcje napędzają fabułę. Jednocześnie zauważył jednak, że historia korzysta zbyt często z typowych elementów shōnen-mangi. Faustine Lillaz z Planete BD spodobała się relacja między ludźmi a robotami oraz świat przedstawiony, choć uznała, że budowanie świata było nieco zbyt subtelne. Skeet z Manga Sanctuary pochwalił emocjonalny wydźwięk opowieści, szczególnie jej mniej poważne momenty, ale również uznał serię za nieco schematyczną. Marc Vandermeer z ActuaBD pozytywnie ocenił postapokaliptyczną scenerię, określając ją jako realistyczną; porównał też kilka elementów fabuły do serii Dziewczynka w Krainie Przeklętych. Uznał jednak, że autor nadał postaci Chrome zbyt dużą przewagę w scenach akcji.
Równie pozytywnie oceniono oprawę graficzną. Erkael pochwalił styl artystyczny, uznając, że pomaga on w zanurzeniu się w historii i potęguje dynamikę scen akcji. Skeet docenił różnorodność kreski stosowanej przez Takakiego, co według niego zwiększało siłę oddziaływania historii. Vandermeer uznał, że rysunki sprawiają, iż fabuła i postacie, zwłaszcza roboty, są bardziej wciągające i interesujące, choć zwrócił uwagę, że autor miał pewne trudności z rysowaniem twarzy niektórych bohaterów.